# Gromowo (Kaliningrad)
Gromowo (russisch Громово, deutsch Lauknen, 1938 bis 1945 Hohenbruch (Ostpreußen), litauisch Lauknos) ist ein Ort in der russischen Oblast Kaliningrad. Er gehört zur kommunalen Selbstverwaltungseinheit Stadtkreis Slawsk im Rajon Slawsk.

## Geographische Lage
Gromowo liegt am Flüsschen Laukne (russisch: Rschewka) mitten im Großen Moosbruch (russisch: Bolschoje Mochowoje Boloto) und ist 23 Kilometer von der einstigen Kreisstadt Polessk (Labiau) bzw. 19 Kilometer von der jetzigen Rajonsstadt Slawsk (Heinrichswalde) entfernt. In den Ort führt eine Nebenstraße, die bei Salessje (Mehlauken, 1938 bis 1946 Liebenfelde) von der Regionalstraße 27A-145 (ex A190) in nördlicher Richtung abzweigt. Die nächste Bahnstation des über fünf Kilometer langen Ortes ist Salessje an der Bahnstrecke Kaliningrad–Sowetsk (Königsberg–Tilsit).

## Geschichte
Den später Lauknen genannten Ort gab es als Linkonin wohl schon im 14. Jahrhundert. In der Nähe befindet sich einer der wichtigsten Fundkomplexe schnurkeramischer Bestattungen aus der Jungsteinzeit, wo noch 1933/1934 die Überreste von Toten in hockender Stellung ausgegraben wurden. Im Jahre 1828 entstand die nahegelegene Moorkolonie Schöndorf, die sich immer mehr zum Mittelpunkt des Großen Moosbruches entwickelte und am 3. März 1887 als „Lauknen A“ mit Lauknen (= „Lauknen B“) vereint wurde. Einst ein Fischerdorf, war Lauknen später durch ein wirtschaftlich kompetentes Gut aufgrund seiner Rinder- und Pferdezucht bedeutend. Ein Windmühlenbetrieb, der Torfabbau sowie eine Baumschule sorgten überdies für Arbeit.
Am 9. April 1874 wurde Lauknen namensgebend für einen neu errichteten Amtsbezirk, der am 25. August 1938 in „Amtsbezirk Großes Moosbruch“ umbenannt wurde und bis 1945 zum Kreis Labiau im Regierungsbezirk Königsberg der preußischen Provinz Ostpreußen gehörte.
Am 3. Juni – amtlich bestätigt am 16. Juli – des Jahres 1938 wurde Lauknen aus politisch-ideologischen Gründen der Vermeidung fremdländischer Ortsnamen in „Hohenbruch (Ostpreußen)“ umbenannt.
In Folge des Zweiten Weltkrieges kam der Ort 1945 mit dem nördlichen Ostpreußen zur Sowjetunion. Er erhielt 1950 die russische Bezeichnung „Gromowo“ und wurde gleichzeitig in den Dorfsowjet Bolschakowski selski Sowet im Rajon Bolschakowo eingeordnet. Seit 1963 gehört der Ort zum Rajon Slawsk. Von 2008 bis 2015 gehörte Gromowo zur Landgemeinde Bolschakowskoje selskoje posselenije und seither zum Stadtkreis Slawsk. 

### Einwohnerentwicklung
| Jahr | Einwohner |
| ---- | --------- |
| 1910 | 828       |
| 1933 | 1.137     |
| 1939 | 1.150     |
| 2002 | 436       |
| 2010 | 423       |

### Amtsbezirk Lauknen (1874–1938)
Zum 1874 neu errichteten Amtsbezirk Lauknen gehörten anfangs sechs Dörfer. Im Jahre 1938 waren es noch vier Gemeinden:
| Name                     | Änderungsname ab 1938   | Russischer Name | Bemerkungen                                                            |
| ------------------------ | ----------------------- | --------------- | ---------------------------------------------------------------------- |
| Lauknen                  | Hohenbruch (Ostpr.)     | Gromowo         |                                                                        |
| Laukwargen               |                         |                 | 1877 in den Gutsbezirk Nemonien, Forst, eingegliedert                  |
| Mauschern                | Kleinlangendorf         | Passetschnoje   | 1909 in den Gutsbezirk Nemonien eingegliedert                          |
| Nemonien, Forst          | Elchwerder, Forst       |                 | 1935 in den Gutsbezirk Tawellningken im Amtsbezirk Gilge eingegliedert |
| Petricken                | Welmdeich               | Fontanka        |                                                                        |
| Timber                   |                         | Rybazkoje       |                                                                        |
| ab 1935: Alt Sussemilken | Friedrichsrode (Ostpr.) | Tarassowka      | bis 1935 dem Amtsbezirk Pfeil zugehörig                                |

Von diesen Orten existiert heute nur noch Gromowo.

### Konzentrationslager Hohenbruch (1939–1945)
Siehe den Hauptartikel → KZ Hohenbruch
In Hohenbruch bestand von August 1939 bis Januar 1945 ein Konzentrationslager, das der Gestapo in Königsberg (Preußen) zugeordnet war. Hier waren vor allem Polen aus Ermland, Masuren und Kujawien inhaftiert, darunter Lehrer, Pfarrer, Zollbeamte sowie Studenten der Universität Königsberg. Zu den Häftlingen gehörten auch Juden, Deutsche, Russen sowie Angehörige anderer Nationalitäten. Vier Gefangene wurden erschossen.
Heute erinnerte eine Gedenkstätte an das Lager.

## Kirche

### Evangelisch

#### Kirchengebäude
Lauknen war bereits lange ein evangelisches Kirchdorf. Eine ältere Kirche wurde 1850 durch einen Neubau, einen hölzernen Kirchenrundbau mit Türmchen als Bekrönung, ersetzt. Im Jahre 1905 erfolgte der Neubau der Kirche Lauknen in gotischem Stil mit hohem Turm. Dieser Bau überstand die Kriege, wurde allerdings nach 1945 als Steinbruch benutzt und abgetragen. Der Turm wurde Wasserturm, überstand auf diese Weise die Zeit, wenn auch in einem demolierten Zustand als Ruine.

#### Kirchengemeinde
Eine eigenständige Pfarrei wurde erst 1854 gegründet unter Abtrennung von der Kirche Gilge (heute russisch: Matorssowo). Vor 1945 zählte das Kirchspiel 4.200 Gemeindeglieder, die in 16 verschiedenen Orten und Ortschaften lebten. Es gehörte zum Kirchenkreis Labiau innerhalb der Kirchenprovinz Ostpreußen der Kirche der Altpreußischen Union. Nach 1945 kam alles kirchliche Leben zum Erliegen. Seit den 1990er Jahren besteht im nahegelegenen Bolschakowo (Groß Skaisgirren, 1938 bis 1946 Kreuzingen) eine neue evangelisch-lutherische Gemeinde, in deren Einzugsgebiet Gromowo heute liegt. Es handelt sich um eine Filialgemeinde der Salzburger Kirche in Gussew (Gumbinnen) in der Propstei Kaliningrad der Evangelisch-lutherischen Kirche Europäisches Russland.

### Russisch-orthodox
Seit dem Jahr 2018 gibt es in Gromowo eine russisch-orthodoxe Kirche, die dem Heiligen Spyridon geweiht ist.

## Schule
Nach der Eingliederung Schöndorfs nach Lauknen („Lauknen A“) errichtete man gegenüber der Kirche eine Schule, die zunächst zweiklassig, später dreiklassig war. Das Gebäude steht noch heute. Auch im anderen Teil Lauknens („Lauknen B“) gab es eine Schule, die als die älteste der Großen Moosbruchs galt. 1764 amtierte hier ein Lehrer Michael Topeit. Bereits Mitte des 19. Jahrhunderts erwies sich das Schulgebäude als zu klein, musste sie doch in ihrem Schulzimmer, das kaum für 40 Kinder ausreichte, 130 Schulkinder aufnehmen. 1847 wurde ein neues Schulgebäude errichtet, 1926 eine einklassige Schule. Das Gebäude steht heute leer.

## Neuro-Psychiatrische Anstalt Gromowo
War nach 1945 eine Kolchose der einzige Arbeitgeber in Gromowo, so ist es seit der Perestroika eine Neuro-Psychiatrische Anstalt (russisch: ОГСУСО - Gromowski psichonewrologitscheski internat) am früheren Marktplatz des Ortes. Hier werden etwa 200 Patienten (ausschließlich Männer) von etwa 100 Angestellten betreut.